# 博戈福泰
博戈福泰（義大利語：Borgoforte），曾是意大利曼托瓦省的一个市镇。总面积38平方公里，人口3562人，人口密度93.7人/平方公里（2009年）。国家统计（ISTAT）代码为020005。
2014年博戈福泰和维尔吉廖合并为新的市镇维尔吉廖镇。